# Kindsbach
 Kindsbach là một đô thị ở huyện Kaiserslautern, bang Rheinland-Pfalz, phía tây nước Đức. Đô thị Kindsbach có diện tích 8,8 km².